# Boianți, Plovdiv
Boianți (în bulgară Боянци) este un sat în comuna Asenovgrad, regiunea Plovdiv,  Bulgaria. 

## Demografie
Componența etnică a satului Boianți
     Bulgari (66,75%)
     Romi (22,25%)
     Nicio identificare (10,39%)
     Altele (0,59%)
La recensământul din 2011, populația satului Boianți era de 1.501 locuitori. Din punct de vedere etnic, majoritatea locuitorilor (66,75%) erau bulgari, cu o minoritate de romi (22,25%). Pentru 10,39% din locuitori nu este cunoscută apartenența etnică.